# Городская больница № 4 (Сочи)
ГБУЗ «Городская больница № 4 города Сочи» Министерства здравоохранения Краснодарского края — крупнейший многопрофильный медицинский центр города Сочи Краснодарского края.
Корпуса больницы расположены в г. Сочи по улице Туапсинской, дом 1.

## О больнице
Городская больница № 4 является многопрофильным лечебно-профилактическим учреждением, одним из крупнейших медицинских центров Краснодарского края. В течение последних лет проведена реконструкция стационарных лечебных корпусов, что позволило сделать пребывание пациентов и условия работы медицинского персонала более комфортными.
Больница оснащена современным медицинским оборудованием, компьютерными томографами экспертного класса (Bright Speed , Optima СT580, Optima CT660, производство General Electric), МР-томографом General Electric Optima MR360 (1,5Т). Имеется рентгенхирургическая гибридная операционная. На крыше одного из корпусов больницы создана вертолётная площадка для приёма санитарной авиации.

В настоящее время учреждение включает в себя региональный сосудистый центр и межрайонный травматологический центр 1-го уровня.

## История
Больница основана в 1962 году, первоначально имея в своем составе 6 отделений на 225 коек. Впервые крупное расширение произошло в 1985 году, когда был построен терапевтический корпус учреждения, в том числе включающий в себя кардиологическое отделение для больных с острым коронарным синдромом.
В период подготовки к Олимпийским играм 2014 года учреждение прошло значительную модернизацию. В ходе реконструкции больничного комплекса было построено 4 новых корпуса, в которых разместили 22 операционных зала, все отделения хирургического профиля и исследовательскую службу. На строительство и модернизацию больницы было потрачено около 5 млрд рублей.
В 2016 году больница приняла международный нейрохирургический форум.